# The I Heart Revolution: With Hearts as One
The I Heart Revolution: With Hearts as One es el noveno disco de Hillsong United y el primero de una serie de tres del proyecto "I Heart revolution". With hearts as one fue grabado alrededor del mundo por 2 años, y contiene 30 canciones. El álbum salió en Australia el 8 de marzo de 2008 e internacionalmente en varias fechas después. La segunda parte The I Heart Revolution: We're All in This Together
Como el álbum fue grabado en diferentes partes del mundo la portada del disco contiene diferentes puntos de referencia como O Cristo Redentor (Río de Janeiro, Brasil) el cual aparece en la portada en el centro del corazón. Incluye también el Edificio Empire State
(Nueva York, EUA), La Torre Eiffel (París, Francia), El Coliseo (Roma, Italia), el Big Ben (Londres, Inglaterra), La Estatua de la Libertad (Nueva York, EUA) entre otros.
El álbum fue inicialmente lanzado en formatos digitales con una USB.
Un DVD del álbum fue lanzado en septiembre de 2008 el cual contiene 18 presentaciones del mismo álbum.
La segunda parte: The I heart revolution: We're all in this together es un documental sobre todas las cosas que están sucediendo alrededor del mundo. Dicho documental fue lanzado en los cines de Australia, Canadá y E.U.A en noviembre del 2009.

## Temas
1.er Disco:
- The Time Has Come (São Paulo, Brasil)
- One Way (Tokio, Japón)
- What The World Will Never Take (Ámsterdam, Holanda)
- 'Till I see you (Edimburgo, Escocia)
- Take All Of Me (Lisboa, Portugal + París, Francia)
- The Stand (Shanghái, China + Vancouver, Canadá)
- You'll Come (Sídney, Australia)
- Break Free (Oslo, Noruega)
- Look To You (Johannesburgo, Sudáfrica)
- Where The Love Lasts Forever (Kiev, Ucrania)
- Forever (Seúl, Corea)
- There Is Nothing Like (Londres, Inglaterra)
- Tell The World (Yakarta, Indonesia)
- All Day (Ciudad de México, México)

2.º. Disco:
- Take It All (Buenos Aires, Argentina)
- My Future Decided (Memphis, Estados Unidos)
- All I Need Is You (Ciudad del Cabo, Sudáfrica)
- Mighty to Save (Orlando, Estados Unidos)
- Nothing But The Blood (Nueva Jersey, Estados Unidos)
- Hosanna (Berlín, Alemania)
- Fuego De Dios (Fire Fall Down)(Asunción, Paraguay)
- Shout Unto God (Buenos Aires, Argentina + Copenhague, Dinamarca)
- Salvation Is Here (Budapest, Hungría)
- Love Enough (Sídney, Australia)
- More Than Life (Orlando, Estados Unidos)
- None But Jesus (Toronto, Canadá + Buenos Aires, Argentina)
- From The Inside Out (Río de Janeiro, Brasil)
- Came to My Rescue (Be Lifted High) (Kuala Lumpur, Malasia)
- Saviour King (Vasteras, Suecia)
- Solution (Los Ángeles, Estados Unidos)